# Gückelhirn
Gückelhirn ist ein Gemeindeteil des Marktes Maroldsweisach im unterfränkischen Landkreis Haßberge in Bayern.

## Geographie
Der Weiler liegt im nordöstlichen Teil des Landkreises im Weisachgrund am Südosthang des Zeilbergs. Etwa 800 Meter südlich von Geroldswind verläuft die Bundesstraße 279 von Breitengüßbach über Maroldsweisach nach Fulda. Eine Gemeindeverbindungsstraße führt von Geroldswind über Gückelhirn zur Bundesstraße 279.

## Geschichte
Der Ort entstand wohl im 8. Jahrhundert. Der Ortsname setzt sich vermutlich aus dem Personennamen „Guckilo“, dem ersten Ansiedler, und dem Wort „hurne“ zusammen. Dieses bedeutet Vorsprung oder Terrasse.
Die erste urkundliche Nennung war 1232 in einer Teilungsurkunde des Würzburger Bischofs Hermann, in der Ebern von der Urpfarrei St. Kilian zu Pfarrweisach getrennt wurde und unter anderem „Gugelhurne“ bei der Mutterkirche verblieb. Ein würzburgisches Lehensbuch aus den Jahren 1303/13 erwähnte, dass ein Rucheneker den Zehnt in „Guggelhürn“ erhielt. 1412 nahmen die Brüder Apel und Heinz von von Stein den Zehnt von „Gückelhorn“ ein. Um 1500 besaßen die Herren von Stein die Dorfherrschaft und erhielten 1576 den Zehnt von 14 Behausungen. 1619 befanden sich unter den Liegenschaften zwei Höfe und acht Sölden. Von Zerstörungen und Plünderungen blieb das Dorf im Dreißigjährigen Krieg weitgehend verschont.
1818 entstand der Gemeindeverband Gückelhirn, bestehend aus Gückelhirn, Eselsmühle, Neumühle und den beiden Saarhöfen. Diesem schlossen sich 1820 Geroldswind und Todtenweisach mit Wüstenbirkach an. 1862 wurde der in das neu geschaffene bayerische Bezirksamt Ebern eingegliedert. 1840 hatte der Ort Gückelhirn 55 Wohngebäude und 132 Einwohner. Wenig ertragreiche Felder und mehrere Missernten führten ab Mitte des 19. Jahrhunderts zu einem starken Einwohnerrückgang.
1871 zählte der Ort 69 Einwohner und 65 Gebäude. Er gehörte zum Sprengel der katholischen Pfarrei im 5,5 Kilometer entfernten Pfarrweisach. Die zuständige evangelisch-lutherische Pfarrei befand sich im 3,5 Kilometer entfernten Altenstein. Die katholische Schule stand in Geroldswind, die evangelische in Todtenweisach. 1898 erwarb Carl Oskar von Deuster den ortsbildprägenden Gutshof, den Carlshof.
Im Jahr 1900 hatte die 976,62 Hektar große Landgemeinde Gückelhirn, die flächengrößte im Eberner Land war, 233 Einwohner, von denen 88 katholisch waren. Sie bestand aus sieben Orten, den drei Dörfern Gückelhirn, Geroldswind und Todtenweisach sowie den vier Einöden Breitenbach, Großsaarhof, Neumühle und Wüstenbirkach. Kleinsaarhof und Eselsmühle waren Ende des 19. Jahrhunderts abgebrochen worden. Der Gemeindeteil Gückelhirn zählte 39 Einwohner in 6 Wohngebäuden. 1925 lebten in dem Ort 39 Personen in 5 Wohngebäuden.
1950 befanden sich in dem Weiler Gückehirn 6 Wohngebäude mit 44 Einwohnern. Er war der evangelisch-lutherischen Pfarrei und der katholischen Pfarrei Herz-Jesu in Maroldsweisach zugeordnet. Im Jahr 1970 zählte Gückelhirn 32, 1987 28 Einwohner sowie 8 Wohnhäuser mit 9 Wohnungen. Am 1. Juli 1972 wurde der Landkreis Ebern aufgelöst und Gückelhirn kam zum Haßberg-Kreis. Am 1. Juli 1975 folgte die Eingliederung der Gemeinde nach Maroldsweisach.

## Baudenkmäler

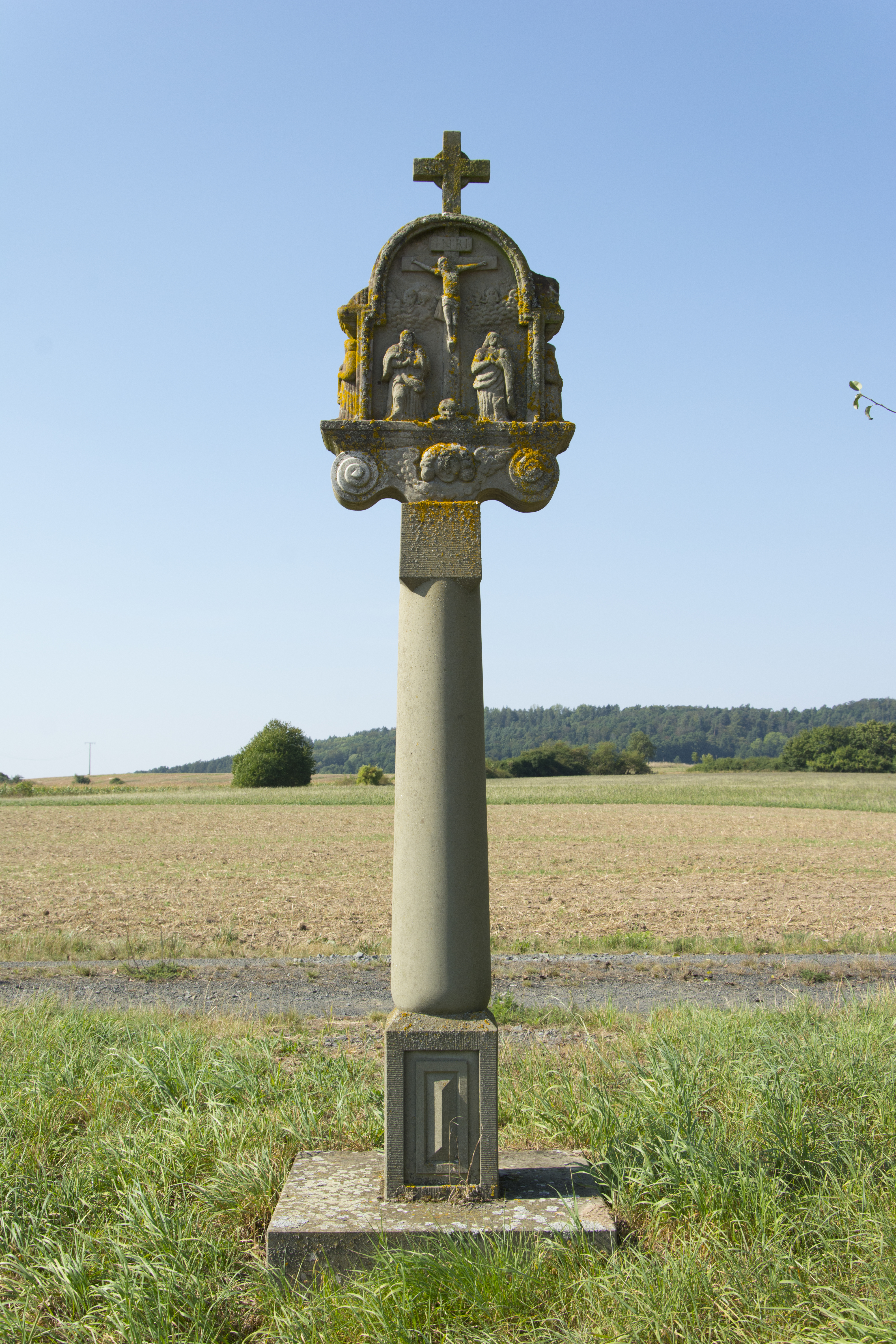
Pestmarterl

In der Bayerischen Denkmalliste ist ein Bildstock, das sogenannte Pestmarterl, als Baudenkmal aufgeführt. Die Rundsäule aus Sandstein mit einem Aufsatz zeigt mehrere Reliefdarstellungen. Sie trägt als Jahreszahl die Bezeichnung „1692“ und wurde als Dank für die Verschonung vor der Pest errichtet, die einem Großteil der Einwohner im benachbarten Todtenweisach das Leben kostete.